# Dzierzba siwa
Dzierzba siwa (Lanius ludovicianus) – gatunek średniej wielkości ptaka z rodziny dzierzb (Laniidae), zamieszkujący Amerykę Północną. Liczny, ale ze względu na malejącą populację klasyfikowany jako gatunek bliski zagrożenia.

## Morfologia
WyglądDuża głowa, dziób czarny, stożkowaty i hakowaty. Wierzch ciała szary. Skrzydła oraz ogon czarne. W okolicach nadgarstka i na brzegu ogona białe plamy. Pasek oczny czarny. Spód szarawobiały. Obie płci są podobne.
Rozmiarydługość ciała 20–23 cm, rozpiętość skrzydeł 28–32 cm; masa ciała 35–50 g.

## Zasięg, środowisko
Półotwarte tereny środkowej i południowej części Ameryki Północnej – od południowej Kanady po południowy Meksyk. Północne populacje wędrowne – zimują w południowej części kontynentu aż po Meksyk. Populacje z południa zasięgu zazwyczaj osiadłe.

## Zachowanie
Zjada owady (m.in. koniki polne, chrząszcze) i inne stawonogi, a także płazy, gady, małe ssaki (gryzonie) i ptaki; czasami żywi się też padliną. Poluje najczęściej z czatowni. Często gromadzi zdobycz, nabijając ją na ciernie.
Oba ptaki z pary zbierają materiał na gniazdo, choć buduje je wyłącznie samica przez około 6–11 dni. Często jest ono umiejscowione w ciernistej roślinności, by ochronić je przed drapieżnikami. Gniazdo w kształcie otwartej miseczki jest starannie utkane z korzonków, gałązek i kawałków kory, a wewnątrz wyłożone miękkim materiałem, takim jak kwiaty, porosty, trawa, mech, pióra, sierść, a nawet kawałki sznurka czy tkanin. W zniesieniu zwykle 5–6 jaj, a ich inkubacja trwa 15–17 dni. Wysiaduje samica, a samiec w tym czasie ją dokarmia. Karmieniem piskląt zajmują się oboje rodzice. Młode są w pełni opierzone po 16–20 dniach od wyklucia.

## Podgatunki
Obecnie zwykle wyróżnia się 7 podgatunków L. ludovicianus, choć opisano ich w sumie kilkanaście:
- L. l. excubitorides Swainson, 1832 – środkowa Kanada oraz środkowe i zachodnie USA
- L. l. migrans E. Palmer, 1898 – wschodnia Ameryka Północna
- L. l. ludovicianus Linnaeus, 1766 – wybrzeże południowo-wschodnich USA; proponowany podgatunek miamensis uznany za jego synonim
- L. l. anthonyi Mearns, 1898 – Channel Islands (u wybrzeży południowej Kalifornii, południowo-zachodnie USA)
- L. l. mearnsi Ridgway, 1903 – San Clemente Island (u wybrzeży południowej Kalifornii, południowo-zachodnie USA)
- L. l. grinnelli Oberholser, 1919 – skrajnie południowa Kalifornia (południowo-zachodnie USA) i północna Kalifornia Dolna (północno-zachodni Meksyk)
- L. l. mexicanus C. L. Brehm, 1854 – zachodni i środkowy Meksyk oraz południowa Kalifornia Dolna (północno-zachodni Meksyk)

## Status
Międzynarodowa Unia Ochrony Przyrody (IUCN) od 2017 roku uznaje dzierzbę siwą za gatunek bliski zagrożenia (NT – near threatened); wcześniej, od 1988 roku klasyfikowano ją jako gatunek najmniejszej troski (LC – least concern). Organizacja Partners in Flight w 2019 roku szacowała liczebność populacji na około 7 milionów dorosłych osobników. Trend liczebności populacji uznawany jest za spadkowy.